# Eburodacrys cunusaia
Eburodacrys cunusaia là một loài bọ cánh cứng trong họ Cerambycidae.